# Pedersöre församling
Pedersöre församling är en svenskspråkig församling i Pedersöre prosteri inom Borgå stift i Evangelisk-lutherska kyrkan i Finland.
Församlingen, med 9000 medlemmar (12/2019), Fram till 31.12.2019 fanns det ytterligare två lutherska församlingar i Pedersöre kommun, Esse församling och Purmo församling. Alla tre församlingarna upphörde den 31.12.2019 när de tillsammans bildade en helt ny Pedersöre församling.
Pedersöre församling har anor från medeltiden. Den var tidvis den nordligaste församlingen inom Åbo stift och också den största i utsträckning norrut och österut.
Under historiens gång har församlingen delats i många församlingar.
Den 1.1.2020 gick församlingarna i Pedersöre, Esse och Purmo samman och bildade en helt ny Pedersöre församling.
I den nya Pedersöre församling finns tre kyrkor. Den största är Pedersöre kyrka. Den är en av de äldsta stenkyrkorna i Finland. Den härstammar från 1400-talet, och är trots namnet inte belägen i Pedersöre själv, utan i Jakobstad. Esse kyrka finns i den västra delen av  kommunen och Purmo kyrka i den södra delen.
Kyrkoherde i den tidigare Pedersöre församling när den upphörde var Hans Häggblom.
Kyrkoherde i den nya Pedersöre församling blev Kaj Granlund. Från den 1.12.2021 är Mia Anderssén-Löf församlingens kyrkoherde.

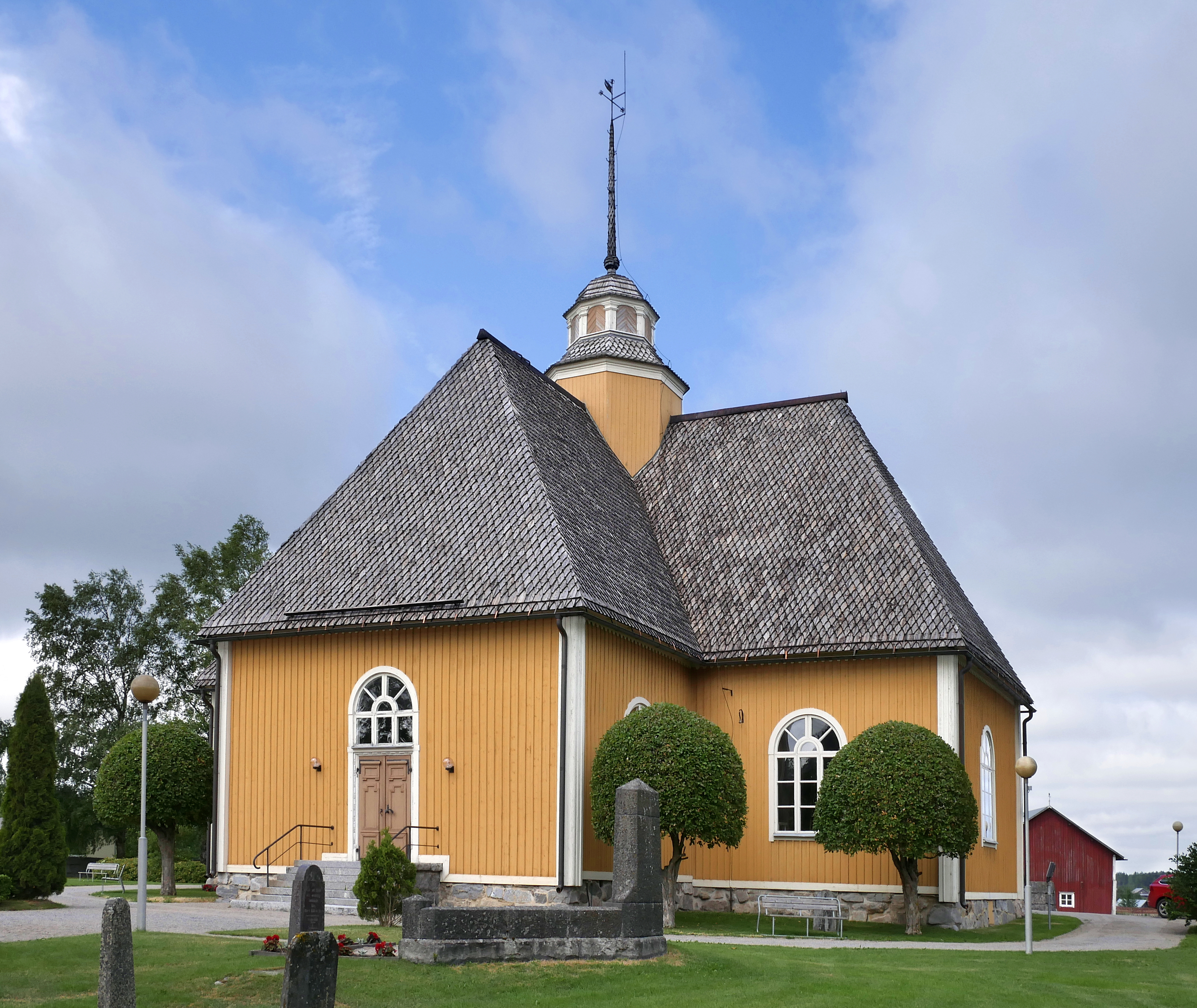
Esse kyrka

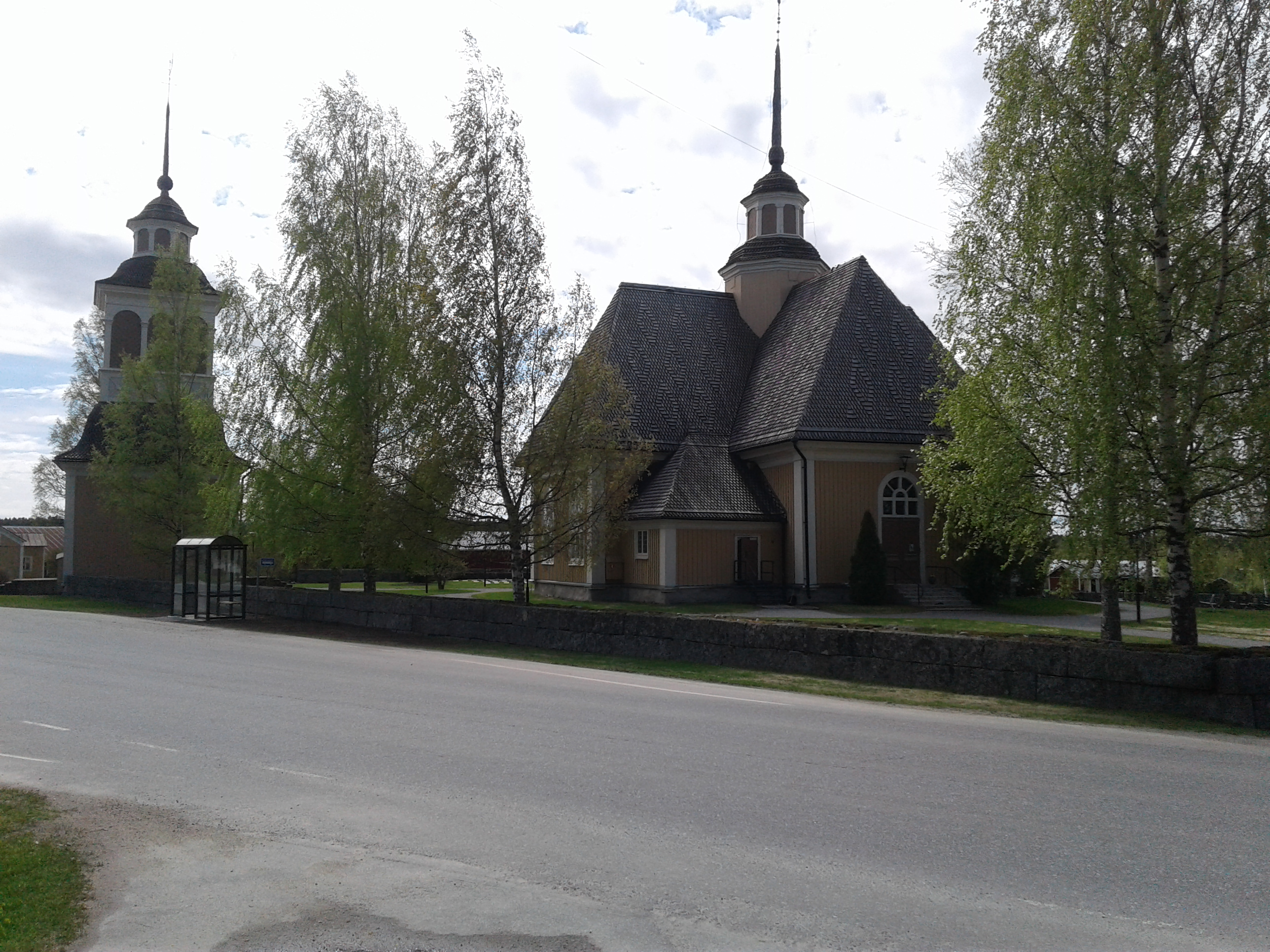
Purmo kyrka